# Завод азотних добрив у Асуані
Завод азотних добрив у Асуані – підприємство хімічної промисловості на півдні Єгипту.
У другій половині 20 століття конверсія метану стала основною промисловою технологією отримання водню, який необхідний для синтезу аміаку. Втім, для майданчику в Асуані обрали метод продукування водню шляхом електролізу, що було обумовлене можливістю отримання дешевої електроенергії від потужної Асуанської гідроелектростанції.
Завод азотних добрив компанії Egyptian Chemical Industries (також відома як KIMA) почав роботу в Асуані у 1961 (за іншими даними  – 1960) році. Він міг виробляти до 500 тон аміаку на добу. Аміак далі використовували для продукування азотної кислоти в обсягах до 810 тон на добу та амонію. В подальшому їх перетворювали на кінцевий продукт, яким на початковому етапі була кальцій-аміачна селітри (calcium ammonium nitrate, CAN). Річна потужність заводу становила 370 тисяч тон CAN (115 тисяч тон в перерахунку на азот).
Станом на другу половину 2010-х асортмент продукції підприємства складався з рідкого нітрату амонію (для використання як добриво), пористого гранульованого нітрату амонію (потрібен для виробництва промислової вибухівки) та нітрату амонію високої щільності. При цьому обладнання заводу потребувало реабілітації, а річна потужність по нітрату амонію впала до 100 тисяч тон на рік.
У 2010-х на тлі стрімкого зростання споживання електроенергії в Єгипті вирішили перевести завод в Асуані на технологію конверсії метану, що мало вивільнити 150 МВт потужності. Важливою передумовою при цьому стало спорудження в другій половині 2000-х Газопроводу Верхнього Єгипту, який вперше подав ресурс природного газу на південь країни. Нове виробництво ввели в дію у 2020-му. Воно здатне виробляти 1200 тон аміаку на добу, з яких 900 тон призначені для продукування карбаміду на лінії добовою потужністю 1575 тон (570 тисяч тон на рік). Ще 300 тон із добового випуску аміаку повинне використовувати старе виробництво нітрату амонію, яке має пройти реабілітацію зі збільшенням потужності до 220 тисяч тон на рік, з яких 100 тисяч тон у вигляді добрива та 120 тисяч тон для промислового застосування (нітрат аммонію низької та високої щільності).